# Lyonizace

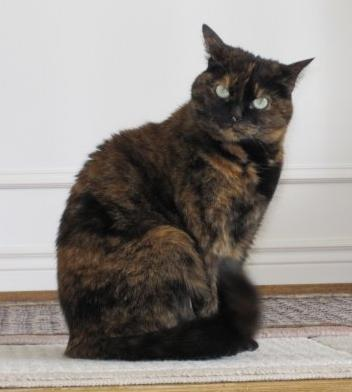
Zbarvení želvovinové kočky v závislosti na inaktivaci chromozomu X, který nese alelu pro černé a oranžové zbarvení

Lyonizace je proces, při kterém dochází k náhodné inaktivaci jednoho z chromozomů X během časného vývoje zárodku ženského pohlaví. V roce 1961 poprvé popsala Mary F. Lyon hypotézu o inaktivaci chromozomu X, proto se tento jev na její počest nazývá lyonizace.

## Vyrovnání genové dávky
U savců došlo k odlišení samců od samic, přičemž samci mají jeden chromozom X a jeden chromozom Y, samice mají dva chromozomy X. Aby byla zajištěna stejná exprese genů nacházejících se na chromozomu X u obou pohlaví, vyvinul se mechanizmus, při kterém je jeden z "nadbytečných" chromozomů X u samic umlčen, čímž se zajistí vyrovnání genové dávky. Tento proces je zcela náhodný a jeho následkem je mozaika buněk, ve kterých je inaktivován chromozom od matky anebo od otce. Pokud je samice zároveň nositelkou heterozygotní výbavy alel (Aa), pak budou mít buňky v závislosti na inaktivaci chromozomu X různý fenotypový projev na základě dominantní nebo recesivní alely. Typickým příkladem je např. tříbarevná kočka Calico nebo želvovinová kočka, u kterých je strakatost kožichu ovlivněna touto náhodnou inaktivací.

## Molekulární podstata inaktivace X
Inaktivace je řízená pomocí sekvence na chromozomu X nazývané XIC (X-inaktivační centrum). Transkripcí vzniká Xist RNA, která se následně obmotá kolem chromozomu X a iniciuje jeho inaktivaci díky epigenetickým změnám jako je methylace. Vzniká tak fakultativní heterochromatin, který se během života neexprimuje.